# If You're Feeling Sinister: Live at the Barbican
If You're Feeling Sinister (2005) és la interpretació en directe del segon àlbum de la banda de pop escocesa Belle & Sebastian. Recupera l'àlbum de 1996, If You're Feeling Sinister, gravat en directe al Barbican Arts Centre de Londres el 25 de setembre de 2005. L'àlbum es va publicar exclusivament a través d'iTunes, i els beneficis van anar a una organització no gubernamental per donar suport a les víctimes del Tsunami de l'Oceà Índic. El concert va ser part de la sèrie "Don't look back", organitzada per All Tomorrow's Parties, on els artistes escollits interpreten un dels seus millots àlbums complet.
La banda mai va estar completament satisfeta amb el so de la versió original de If You're Feeling Sinister, i van veure aquesta ocasió com una oportunitat per a rectificar aquests problemes.

## Cançons
Totes les cançons van ser escrites per Stuart Murdoch
1. "Stars of Track and Field" - 4:48
2. "Seeing Other People" - 3:48
3. "Me and the Major" - 3:51
4. "Like Dylan in the Movies" - 4:14
5. "Fox in the Snow" - 4:11
6. "Get Me Away From Here" - 3:25
7. "If You're Feeling Sinister" - 5:21
8. "Mayfly" - 3:42
9. "The Boy Done Wrong Again" - 4:17
10. "Judy and the Dream of Horses" - 3:40

## Formació en el moment de la gravació
- Stuart Murdoch - Veu, Guitarra
- Chris Geddes - Teclats, piano
- Richard Colburn - Bateria
- Stevie Jackson - Guitarra
- Sarah Martin - Violí
- Mick Cooke - Trompeta
- Bobby Kildea - Guitarra i baix